# Венсан-Фруадвіль
Венсан-Фруадвіль (фр. Vincent-Froideville) — муніципалітет у Франції, у регіоні Бургундія-Франш-Конте, департамент Жура. Венсан-Фруадвіль утворено 1-4-2016 шляхом злиття муніципалітетів Фруадвіль i Венсан. Адміністративним центром муніципалітету є Венсан. Населення — 392 особи (01.01.2021).